# Gordon Fowler
Gordon Fowler   (Donington, 4 de setembre de 1886 - Aldershot, 26 de novembre de 1953) va ser un regatista anglès que va competir durant la dècada de 1920. Era germà dels també regatistes olímpics Margaret Roney i Esmond Roney.
El 1924 va prendre part en els Jocs Olímpics de París, on va guanyar la medalla de plata en la regata de 8 metres del programa de vela, a bord de l'Emily, junt a Edwin Jacob, Thomas Riggs, Walter Riggs i Ernest Roney. En aquests mateixos Jocs fou setè en la prova de monotip. Quatre anys més tard, als Jocs d'Amsterdam, fou vuitè en la prova dels 8 metres.